# تمسمان

مشهد من قبيلة تمسمان

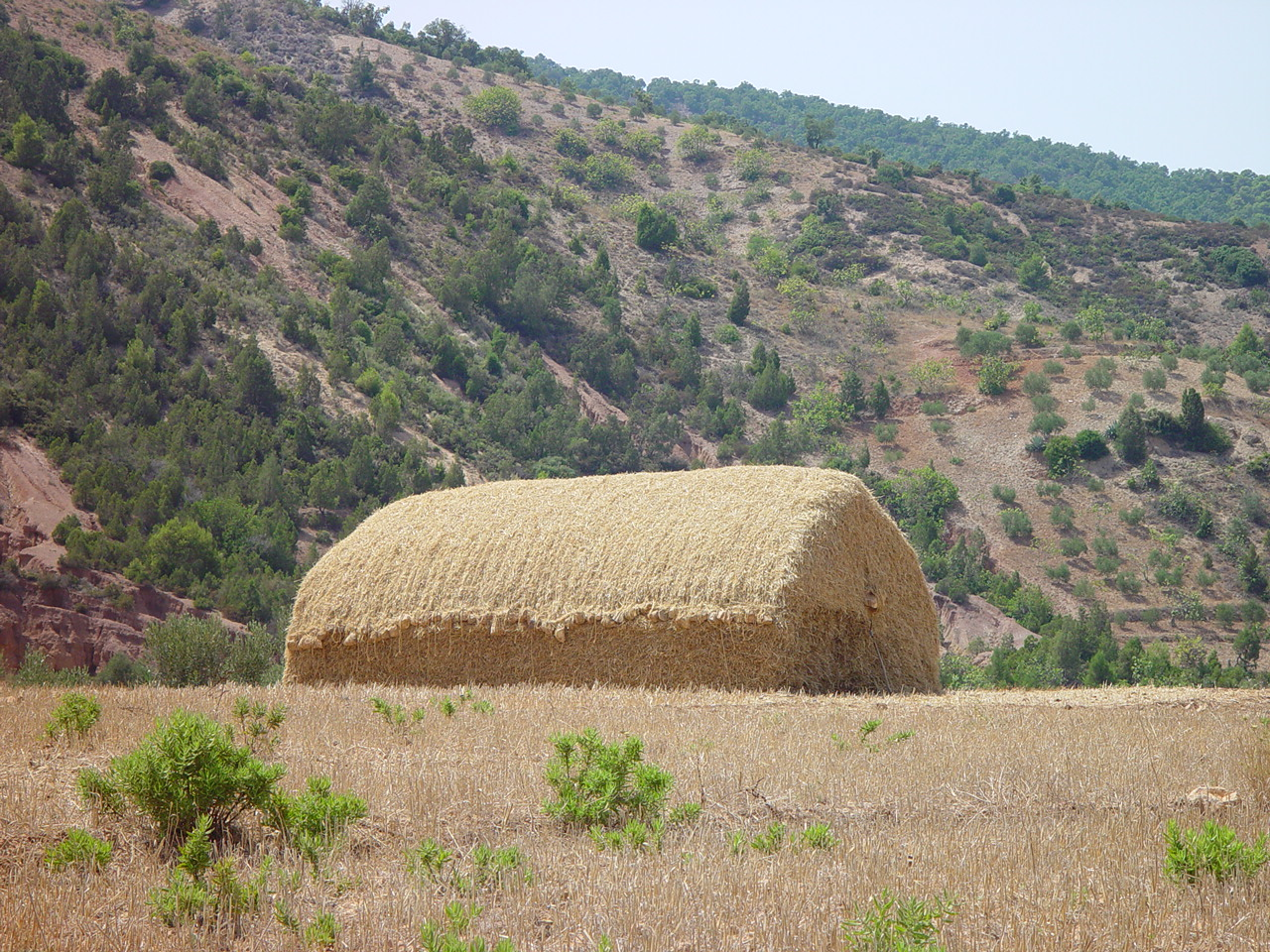
مشهد من قبيلة تمسمان

تمسمان هي قبيلة كبيرة مترامية الأطراف تقع في الريف الشمالي الشرقي للمغرب بين مدينتي الحسيمة والناظور، وتتبع إقليم الدريوش إداريا وإقليمياً وذلك حسب التقسيم الإداري الجديد، إذ كانت تابعة لإقليم الناظور حتى عام 2009م.

## التقسيم الإداري
تنقسم تمسمان إلى أربع جماعات: جماعة تمسمان، جماعة بودينار، جماعة بني مرغنين، وجماعة أولاد أمغار. تنقسم (قبيلة تمسمان) بدورها إلى العديد من المناطق القروية والبلدات والمداشر.

## الجغرافيا

### الجيولوجيا
يمكن تصنيف تمسمان  إلى أربعة أصناف حسب أنواع التضاريس المتواجدة في المنطقة:
- مناطق جبلية
- مناطق هضابية
- مناطق ساحلية
- مناطق منخفظة

من بين المناطق الجبلية منطقة آيت يعقوب (وهي من المناطق الجبلية المرتفعة ويقطنها مجموعة من المواطنين المحليين) ومنطقة أخشاب نومغار أو ما يسمى بـ أولاد أمغار، ومنطقة تيزي عزا (وهو ممر جنوبي أو أحد المداخل المؤدية إلى تمسمان ويعتبر هذا الطريق من أكثر الطرق وعورة وخطورة على السائقين لاحتواءه على العديد من الالتواءات والمنعرجات).
كما يوجد الكثير من المداشر بالقرب من منطقة ادهار أوبران على سبيل المثال منطقة اسعيذة ومنطقة إقبارن، إفاسين وغيرها.
أما المناطق التي هي على شكل هضاب أو هضبات فمنها منطقة كرونة (وهي بلدة كبيرة تتوفر على الكثير من الأبنية السكنية والمكاتب الإدارية والبنوك والمؤسسات التعليمية وغير ذلك من المرافق)، ومنطقة إشنيوان على مقربة من الطريق الساحلي ومنطقة أيت مرغنين أو بني مرغنين بكل تقسيماتها من ثقسفت ندهار وصولاً إلى أيث مرغنين السفلى
أما المناطق الساحلية فمن أبرزها: منطقة أيت تيار الواقعة بالقرب من الساحل ومنطقة أزغار الساحلية. 
أما المناطق المنخفضة فهي: بلدة بودينار وامعمران وما جاورهما وكذلك منطقة السوق الأسبوعي خميس تمسمان، وتعتبر بلدة بودينار أحد أهم الأماكن بتمسمان نظراً لاحتواءها على العديد من المرافق الإدارية والحكومية مثل البنوك والمستشفى والمحكمة الابتدائية وكذلك مؤهلاتها الاقتصادية الأخرى.

### الطقس والمناخ
تعتبر منطقة قبيلة تمسمان من المناطق الريفية الجميلة التي يوجد فيها الكثير من التضاريس التي تتنوع بين جبال وهضاب وسهول وسواحل تمتد لمساحة شاسعة لتتحول إلى واحدة من أجمل المناطق الريفية من حيث عدد الشواطئ المتاحة للاستجمام وخاصة وقت الصيف، أما في فصل الشتاء فإنها تكون وجهة مفضلة لمن تهمهم هواية صيد الأسماك.
مناخ منطقة تمسمان بشكل عام معتدل، حار صيفا وبارد شتاء، أما فصل الربيع فإنه من أحسن الفصول على الإطلاق حيث الأزهار الجميلة والنباتات الخضراء منتشرة في كل مكان، ناهيك عن الهدوء الذي يسود المنطقة كونها منطقة يغلب عليها الطابع القروي في الكثير من مساحتها الجغرافية. أما في فصل الخريف فإن كل الفلاحين يستعدون لحرث أراضيهم الزراعية. 

## التعليم
تضم تمسمان ثلاث إعداديات وثانويات وهي: الثانوية التأهيلية بودينار، المدرسة الجماعاتية إجطي (و هي أيضا إعدادية لكن ليست ثانوية)، الثانوية التأهيلية تمسمان الموجودة في بلدة كرونة.
بالإضافة إلى العديد من المدارس الابتدائية التي تم توزيعها على القرى والمداشر البعيدة والنائية.

## الاقتصاد
تملك تمسمان القليل من المداخيل بسبب انعدام وجود المصانع والمعامل وفرص العمل. تعتمد الجماعة على العمل اليدوي التقليدي وبعض الحرف والمهن البسيطة كالبناء والتجارة وتربية الماشية وغيرها، يرتكز اقتصاد المنطقة بشكل أساسي حول بعض المحاصيل الزراعية إضافة إلى القليل من الصيد البحري وهي غير كافية ذاتية فمعظم الأسماك التي تباع في سوق تمسمان مصدرها أماكن ومدن أخرى. كما تعتمد تمسمان على التحويلات المالية لأبنائها العاملين في أماكن أخرى خارج تمسمان سواء داخل الوطن أو خارجه بسبب هجرة معظم شباب الجماعة.
وتجدر الإشارة إلى أن عدد الفلاحين بالمنطقة بدأ يقل نظرا لقلة الهطول المطري مقارنة مع العقود القليلة الماضية. بالإضافة إلى عزوف شباب عن مزاولة الأعمال التي كان يعملها أباؤهم مما أدى إلى ارتفاع نسبة البطالة وتراجع المحصول الزراعي لقبيلة تمسمان التي أصبحت تعتمد اليوم في كل مؤونتها على القمح الآتي من المدن الأخرى من المغرب أو الذي يستورده المغرب من أماكن أخرى.